# Randy Coven
Randy Coven (Great Neck, 26 de Junho de 1958,[carece de fontes?] † 20 de maio de 2014) foi um baixista estadunidense.

## Carreira
Coven começou sua carreira musical muito cedo. Aos cinco anos, ele viu, ao vivo, a uma apresentação dos Beatles no Shea Stadium, e um pouco mais tarde, ele estava com seus pais na estréia do festival de Woodstock. Depois, ele começou a brincar com seu irmão no porão da família, primeiro na bateria, depois no baixo elétrico. No ensino médio, ele tocou em várias bandas de rock e começou em 1978 a estudar na Berklee School of Music. Lá conheceu o guitarrista Steve Vai, com quem ele desenvolveu uma amizade. Os 2 fundaram a banda "Morning Thunder".
Em 1984, ele retornou a Nova York, onde fundou a The Randy Coven Band, com Jim Hickey na guitarra e Todd Turkisher na bateria. O álbum de estréia, Funk Me Tender, foi lançado em 1985 com o selo "Guitar Recordings", e conta com a participação de Steve Vai na faixa-título. Este álbum foi indicado ao prêmio New York Music Awards, na categoria "Best New Album on an independent label". 
Em 1990, com o selo da mesma gravadora, sairia seu segundo álbum (Sammys Says Ouch!). Em 1992, gravou um álbum com a banda  C.P.R., que era formada com Al Pitrelli e com o baterista John Reilly. 
Os anos 1990 viram ainda Coven fazer parcerias com um time de renomados guitarristas, como Leslie West e Yngwie Malmsteen. O começo do século 21 viu o lançamento de uma complicação de 16 faixas, The Best Of Randy Coven, enquanto Coven lançou seu primeiro álbum verdadeiramente solo em uma década, ‘Witch Way’ de 2002, assim como foi convidado no segundo álbum do ARK, (Burn the Sun, de 2002).
Coven também escreveu uma coluna para a revista Guitar Recordings. Em 1994, ele fundou a banda Holy Mother com diferentes músicos com o qual lançou seis álbuns entre 1995 e 2003.
Como um baixista de turnê, Coven colaborou com Yngwie Malmsteen duas vezes.
No dia 20 de maio de 2014, Coven foi encontrado morto em seu apartamento, por razões desconhecidas.

## Discografia
| - 1985: Funk Me Tender (com a "The Randy Coven Band") - 1990: Sammy Says Ouch! (com a "The Randy Coven Band") - 2000: The Best of Randy Coven - 2002: Witch Way - 2010: Nu School - 1992: Coven • Pitrelli • Reilly - 1995: Holy Mother - 1996: Tabloid Crush - 1998: Toxic Rain - 1999: Afterlife Criminal - 2000: My World War - 2002: Dealin 'with the Devil - 2003: Agorafobia - 2003: Rock Diamonds (álbum dividido com At Vance, Black Rose e Bullhorn) - 2001: Burn The Sun | - 2004: Ritual Factory - 2007: 1900: Hard Time - 2005: Revenge - 2007: Glacial Inferno - 1994: Dodgin 'the Dirt - 1999: As Phat As It Gets - 2005: Guitarded - 1984: Jack Starr featuring Rhett Forrester: Out of the Darkness - 1989: Blues Saraceno: Never Look Back - 1992: Jeff Watson: Lone Ranger - 1990: Jack Starr: A Minior Disturbance - 1998: Steve Vai: Flex-Able Leftovers - 2000: Blues Saraceno: The Best Of - 2002: Ark: Burn the Sun - 2009: Yngwie Malmsteen: Live in Korea (DVD) |